# Steinkohlenwerk Karl Liebknecht

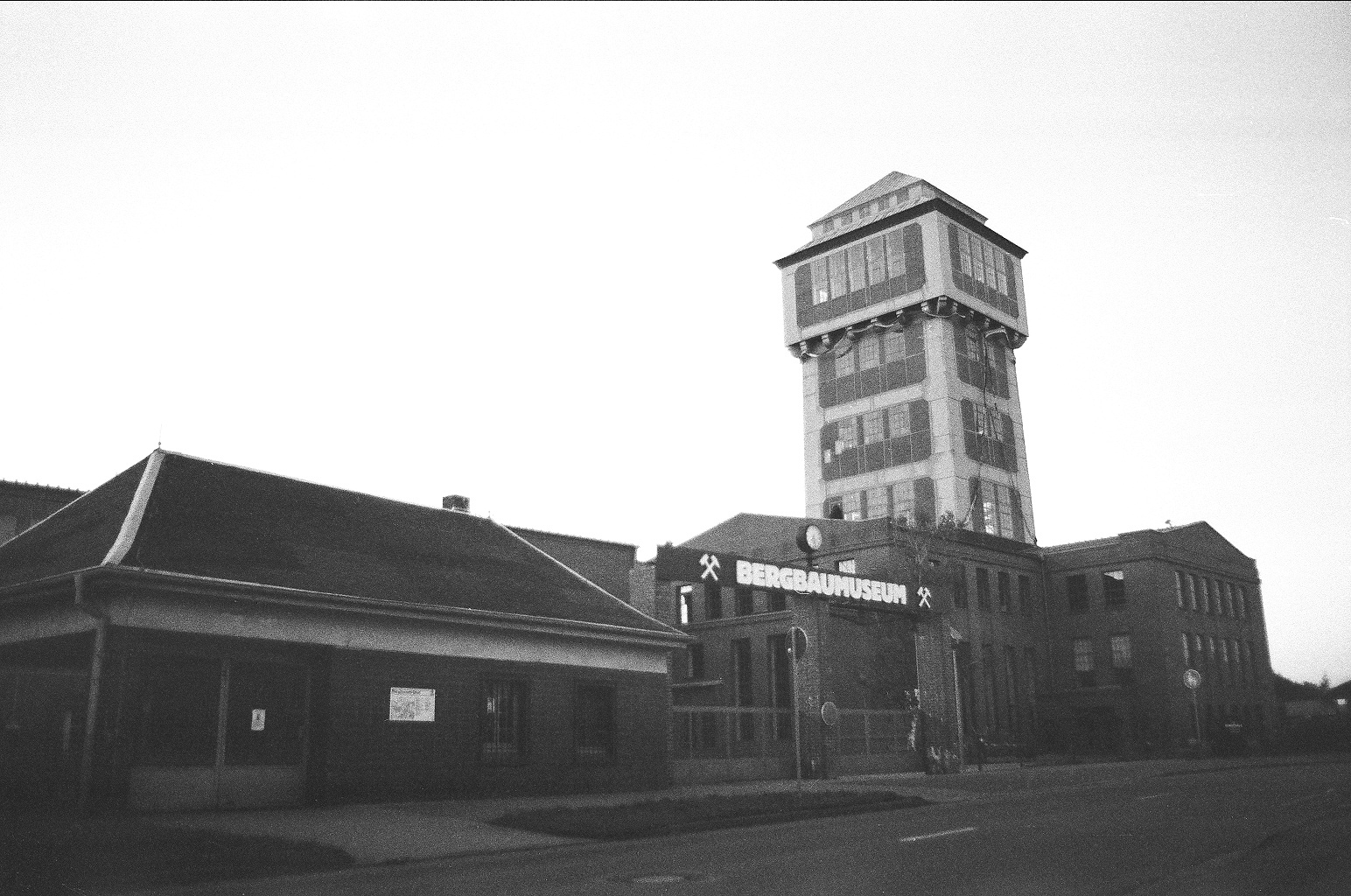
Bergbaumuseum Oelsnitz/Erzgeb., der ehemalige „Karl-Liebknecht-Schacht“

Der VEB Steinkohlenwerk Karl Liebknecht war ein Bergbauunternehmen auf Steinkohle in Lugau im Lugau-Oelsnitzer Steinkohlenrevier. Seit 1986 sind Teile der ehemaligen Schachtanlagen als Bergbaumuseum Oelsnitz der Öffentlichkeit zugänglich.

## Geschichte

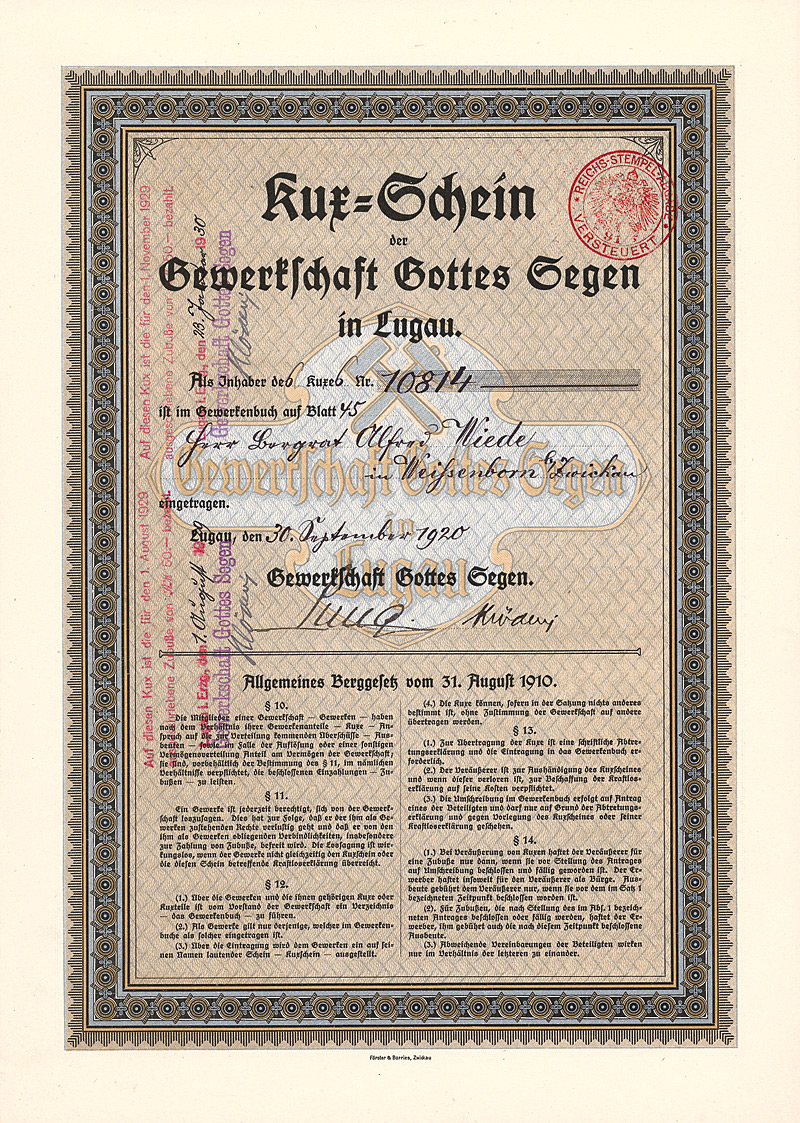
Kux-Schein der Gewerkschaft Gottes Segen vom 30. September 1920

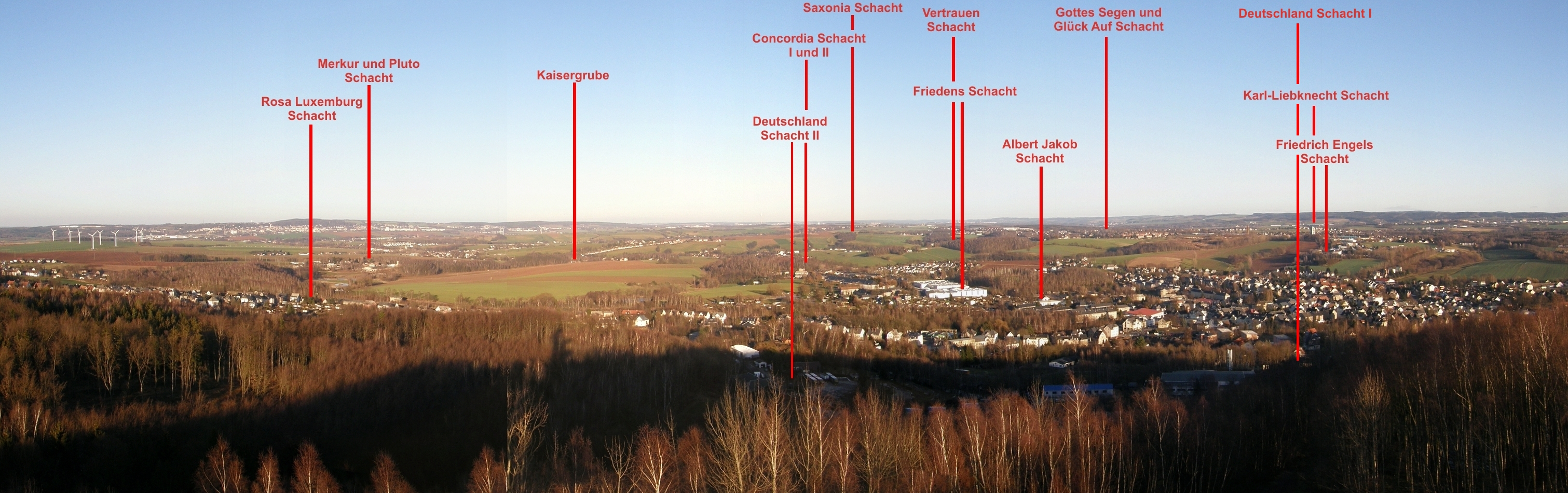
Panorama des Oelsnitz-Lugauer Steinkohlenreviers mit den Standorten wichtiger ehemaliger Bergwerke

Der Abbau der Steinkohle wurde durch mehrere Unternehmen nacheinander organisiert.
- 1856–1899 Steinkohlenbauverein Gottes Segen, Lugau
- 1899–1946 Gewerkschaft Gottes Segen
- 1946–1960 VEB Steinkohlenwerk Karl Liebknecht
- 1960–1975 VEB Steinkohlenwerk Oelsnitz/Erzgeb.

### Steinkohlenbauverein Gottes Segen

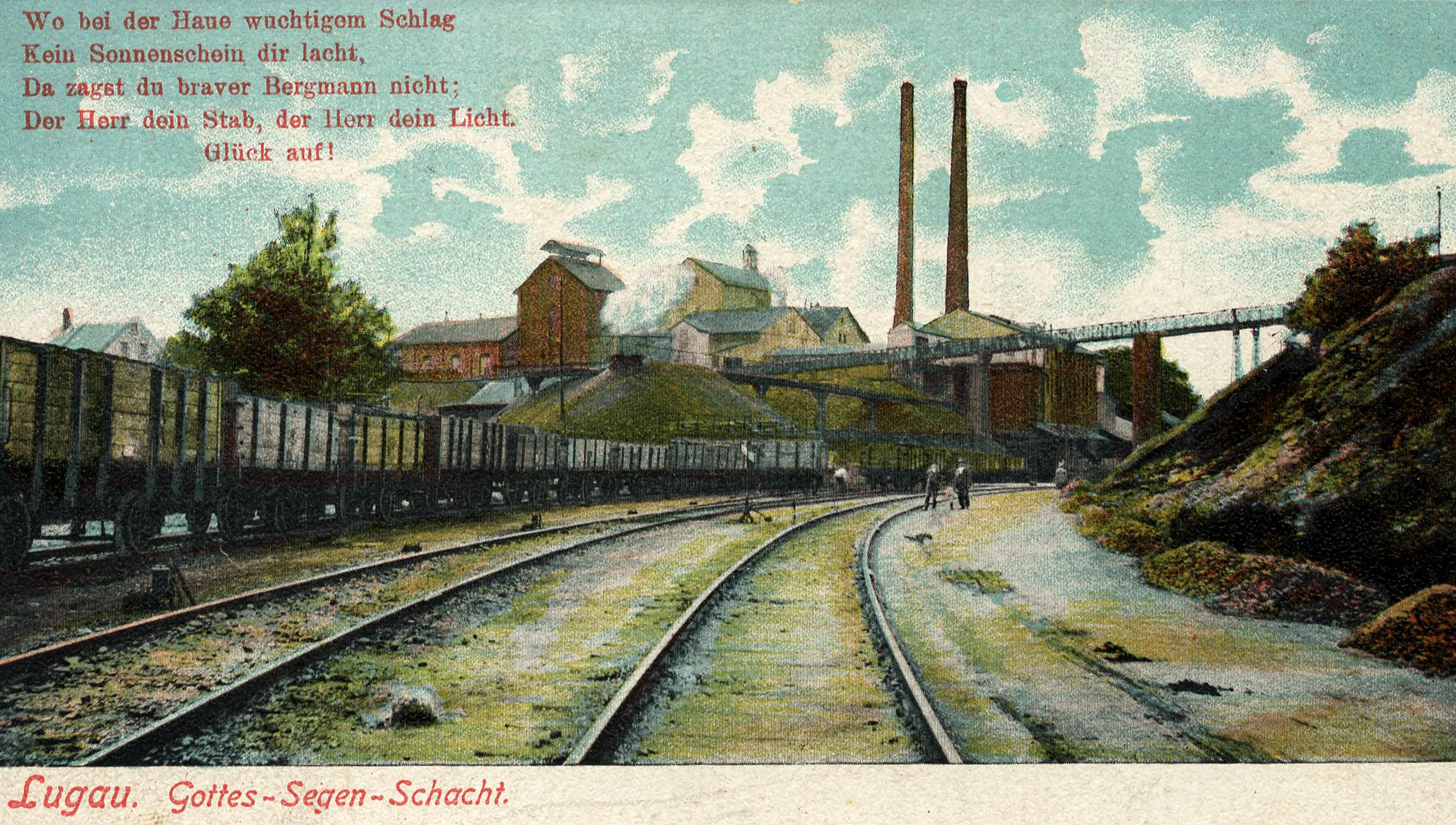
Gottes-Segen- und Glück-Auf-Schacht um 1900

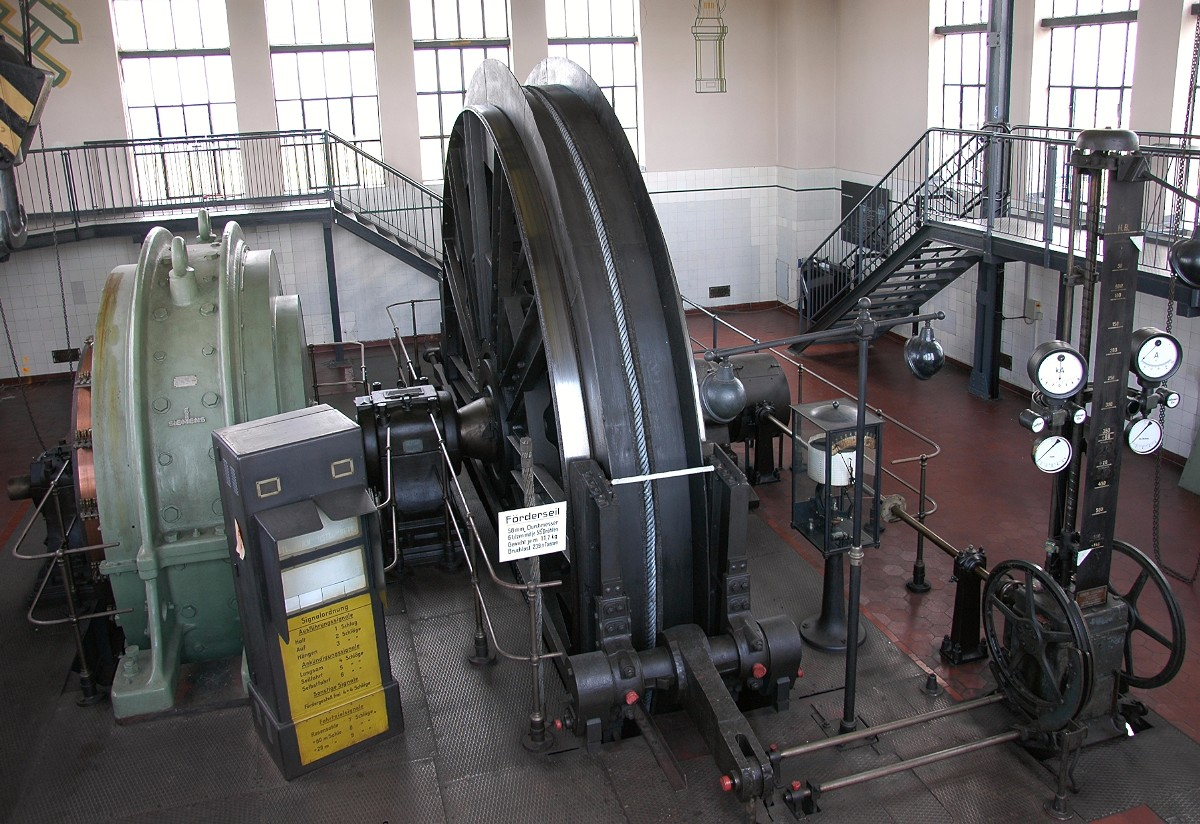
Elektrische Turmfördermaschine von 1923 im obersten Stock des Förderturms

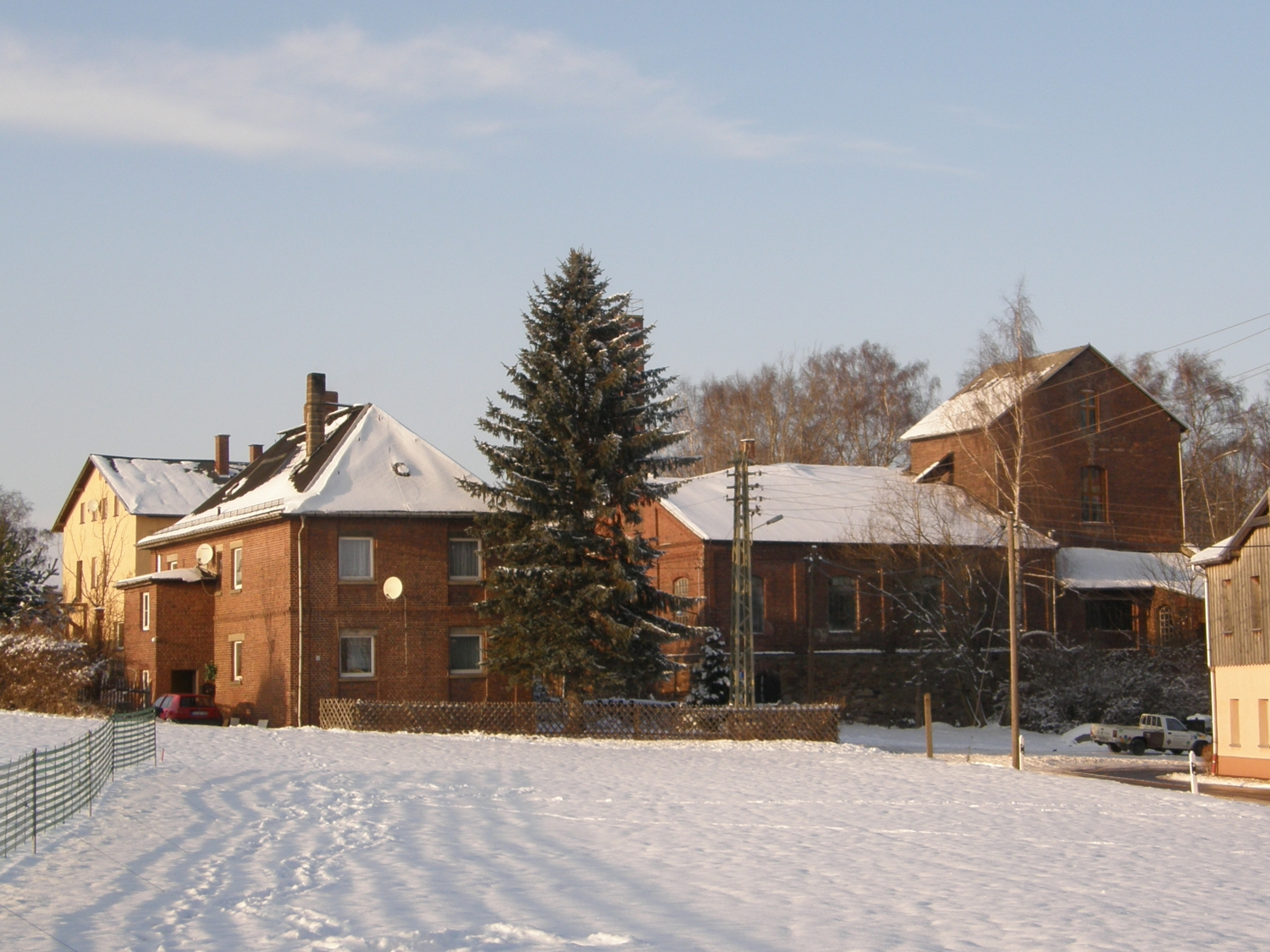
Schachtgebäude des Gottes-Segen-Schachtes im Jahr 2010

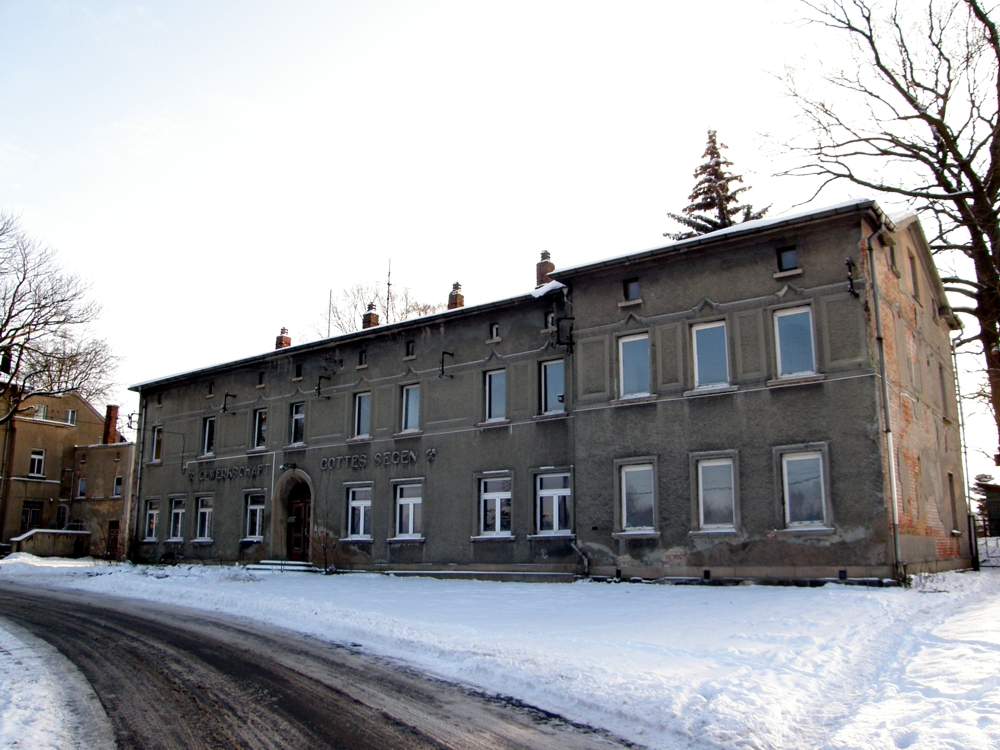
Früheres Verwaltungsgebäude der Gewerkschaft Gottes Segen in Lugau

Im Jahr 1856 wurde der Steinkohlenbauverein Gottes Segen gegründet, welcher noch im selben Jahr den gleichnamigen Schacht in Lugau abteufte. Durch das günstig gelegene Kohlenfeld des Vereins sowie durch Zukäufe und Fusionen wurde das Unternehmen zu einem der wichtigsten Bergbaubetreiber im Revier. Unter anderem wurde das Fürstlich von Schönburg-Waldenburgsche Steinkohlenwerk mit dem von 1869 bis 1874 auf 313 m geteuften Kaiserin-Augusta-Schacht 1895 übernommen.

### Gewerkschaft Gottes Segen
Nach Zusammenlegungen und Stilllegungen infolge des Ersten Weltkrieges blieben 1921 nur noch drei Bergbauunternehmen im Lugau-Oelsnitzer Steinkohlenrevier übrig: die Gewerkschaft Gottes Segen, die Gewerkschaft Deutschland und der Gersdorfer Steinkohlenbauverein.

#### Modernisierung der Tagesanlagen
In den 1920er Jahren wurde durch umfangreiche Modernisierungen die Förderung des Reviers auf wenige Schachtanlagen konzentriert. Der Kaiserin-Augusta-Schacht in Neuoelsnitz wurde für die Gewerkschaft Gottes Segen zur Zentralanlage ausgebaut. Er erhielt in den 1920er Jahren einen modernen Förderturm in Stahlfachwerkbauweise mit Ziegelausfachung und einer elektrischen Turmförderanlage. Ebenso wie der Förderturm des Deutschlandschachtes II wurde er im Heimatschutzstil errichtet. In den Jahren 1922/23 wurde eine neue Aufbereitung mit einer Leistung von 300 t/h. errichtet, die die gesamte Förderung des Werkes durchsetzen konnte. Um die Förderleistung weiter zu erhöhen, wurde 1932/33 der Schacht auf 595 m weiterverteuft und mit einer zweiten Förderanlage (Dampffördermaschine) ausgestattet. Diese Dampffördermaschine wurde als Flurfördermaschine aufgestellt und zur Aufnahme der seitlichen Kräfte wurde ein einzelnes Rohr als Strebe in die Anlage integriert. Die Aufbereitung des Gottes-Segen-Schachtes wie auch dessen Kraftwerk wurde stillgelegt, dadurch konnte die Huntebrücke entfallen.

#### Modernisierung des Untertagebetriebes
Ebenfalls wurde eine neue Hauptfördersohle auf 146 m unter NN im liegenden, standfesten Grundgebirge aufgefahren, die ein sehr großzügiges Füllort erhielt und es wurde Zugbetrieb mit Oberleitungsloks (Spurweite 460 mm) eingerichtet. Durch all diese Maßnahmen zur Betriebskonzentration erreichte das Werk eine Förderkapazität von über 1 Million Tonnen Steinkohle pro Jahr und galt als modernstes Steinkohlenwerk Europas.

### VEB Steinkohlenwerk Karl Liebknecht
Nach dem Zweiten Weltkrieg kam es zu einer Umorganisation des Bergbaus infolge der sozialistischen Wirtschaftspolitik in der Sowjetischen Besatzungszone und später der DDR. Durch den Volksentscheid in Sachsen am 30. Juni 1946 wurde die Schwerindustrie in Sachsen enteignet. Viele Schachtanlagen wurden umbenannt, die „Gewerkschaft Gottes Segen“ erhielt den Namen „VEB Steinkohlenwerk Karl Liebknecht“ und aus dem „Kaiserin-Augusta-Schacht“ wurde der „Karl-Liebknecht-Schacht“. Auf dem Karl-Liebknecht-Werk verfuhr Adolf Hennecke 1948 seine Rekordschicht.

### VEB Steinkohlenwerk Oelsnitz/Erzgeb.
Nach kurzzeitiger Zusammenlegung mit der Gewerkschaft Deutschland bestanden die beiden großen Bergbauunternehmen in Form des VEB Steinkohlenwerk Karl Liebknecht und des VEB Steinkohlenwerk Deutschland fort. 1961 wurden diese zum „VEB Steinkohlenwerk Oelsnitz/Erzgeb.“ konsolidiert. Die Förderung wurde auf dem Karl-Liebknecht-Schacht konzentriert, eine untertägige Förderverbindung zwischen beiden Grubenfeldern geschaffen und die Deutschland-Schächte abgeworfen und verwahrt.
Trotzdem sank die Produktion durch die zur Neige gehenden Reserven in den 1960er Jahren kontinuierlich und wurde mit der letzten Förderschicht am 11. März 1971 auf einen Beschluss des DDR-Ministerrates von 1967 hin eingestellt. Die nachfolgende Stilllegung dauerte bis 1975 an (Verfüllung der Schachtröhre).
Während der Stilllegungsphase führte die SDAG Wismut Erkundungsmaßnahmen auf Uran durch, traf aber keine bauwürdigen Vererzungen an.

## Bergbaumuseum

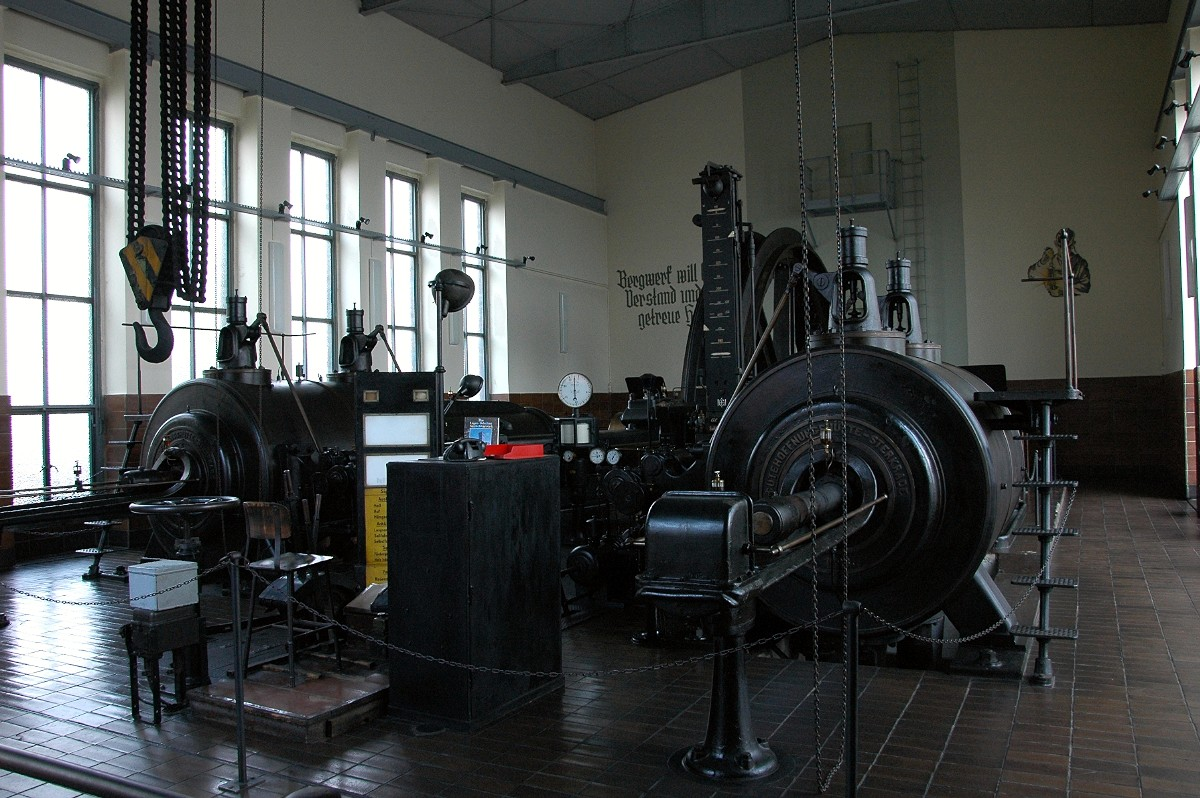
Dampf-Förderanlage von 1932 mit 1800-PS-Dampfmaschine im Maschinenhaus

1967 wurde eine „Konzeption zur Errichtung eines technischen Denkmals mit musealem Charakter über die Entwicklung der Produktivkräfte des Steinkohlenbergbaus der DDR“ beschlossen. Ab 1976 wurde ein Teil der Tagesanlagen zum Bergbaumuseum „Karl-Liebknecht-Schacht“ umgestaltet und am 4. Juli 1986 der Öffentlichkeit übergeben. Im Jahr 2015 konnte das heutige Bergbaumuseum Oelsnitz/Erzgebirge die millionste Besucherin seit der Eröffnung des Museums begrüßen.